# تجمع بدو سفل لثب (بروم ميفع)

تعديل مصدري - تعديل

تجمع بدو سفل لثب هي إحدى قرى عزلة بروم بمديرية بروم ميفع التابعة لمحافظة حضرموت، بلغ تعداد سكانها 54 نسمة حسب تعداد اليمن لعام 2004.